# Gerd Antes
Gerd Antes (* 30. Juli 1949 in Wasbek) ist ein deutscher Mathematiker und Medizinstatistiker. Er gilt als ein Wegbereiter der evidenzbasierten Medizin in Deutschland.

## Werdegang
Gerd Antes studierte von 1969 bis 1976 Elektrotechnik und Mathematik mit dem Abschluss Diplom-Mathematiker an der TU Braunschweig und der Universität Bremen, wo er mit einer Analyse über Überlebensdaten zum Dr. rer. nat. promoviert wurde. Als Experte für Statistik und Biometrie war er an den Universitäten Bremen und Freiburg sowie bei der Berliner Schering AG tätig. Von 1980 bis 1981 war er Lehrer für Mathematik und Physik, zunächst in Berlin, wo er sein 2. Staatsexamen ablegte, und später in Bremen. Von 1982 bis 2018 war Antes Wissenschaftlicher Mitarbeiter am Institut für Medizinische Biometrie und Medizinische Informatik der Universität Freiburg, unterbrochen durch eine zweijährige Tätigkeit am Institut für Klinische Pharmakologie der Klinik für Tumorbiologie Freiburg. Von 1997 bis Oktober 2018 war Gerd Antes Direktor des Deutschen Cochrane Zentrums. 2012 ernannte ihn die Medizinische Fakultät der Universität Freiburg zum Honorarprofessor.
Antes gehörte ab 1998 zu den Gründern des Deutschen Netzwerks Evidenzbasierte Medizin. Von 2000 bis 2006 war er Vorstandsmitglied. 2005 wurde Gerd Antes zum Sprecher der Initiativgruppe für den Aufbau eines nationalen Registers für klinische Studien gewählt. Antes war Mitglied zahlreicher in- und ausländischen Wissenschaftskommissionen, unter anderem der Ständigen Impfkommission am Robert Koch-Institut (STIKO). Mehrfach referierte er bei Veranstaltungen der Gesellschaft zur Wissenschaftlichen Untersuchung von Parawissenschaften (GWUP).

## Auszeichnungen
- 2009: Ehrenzeichen der deutschen Ärzteschaft[6]
- 2019: Ernennung zum Ehrenmitglied des DNEbM[7]

## Arbeits- und Forschungsschwerpunkte
- Entwicklung und Implementierung von Konzepten für eine wissenschaftsbasierte Gesundheitsversorgung in Deutschland
- Aufbau und Entwicklung des Deutschen Cochrane Zentrums
- Methodik von systematischen Übersichtsarbeiten und von Meta-Analysen
- Empirie des Forschungstransfers in die medizinische Praxis
- Anwendung von Wissen durch spezifische Nutzergruppen
- Weiterentwicklung des Deutschen Cochrane Zentrums
- Initiative für Aufbau eines nationalen Registers für klinische Studien
- Big Data, personalisierte Medizin und Digitalisierung

## Veröffentlichungen (Auswahl)
- Publikationen von Gerd Antes im Worldcat
- Publikationen von Gerd Antes in PubMed
- Publikationen von Gerd Antes aus der Forschungsdatenbank der Universität Freiburg
- Publikationen von Gerd Antes auf Cochrane Deutschland